# DeviantArt
DeviantArt este o comunitate online ce prezintă diverse forme de lucrări de artă. Site-ul reprezintă un popular portal și rețea de socializare pentru fotografi, ilustratori, pictori și scriitori.  Web site-ul a fost lansat pe 7 august 2000 de Scott Jarkoff, Matthew Stephens, Angelo Sotira și alții. Sediul DeviantArt, Inc. este în Hollywood, Los Angeles, California, SUA.

## Istoric
DeviantArt a început ca un site legat de persoane care au luat aplicații de pe calculator și le-au modificat după propriile lor gusturi sau care "au deviat" aplicațiile de la modelele originale. Pe măsură ce site-ul a crescut, membrii, în general, au devenit cunoscuți drept "devianți" și înregistrări ca "deviații". Site-ul a înflorit în mare măsură din cauza ofertei sale unice și a contribuțiilor membrilor săi de bază și a unei echipe de voluntari după lansare, dar a fost încorporată oficial în 2001 aproximativ opt luni de la lansare.
În martie 2013 site-ul avea peste 25 de milioane de utilizatori înregistrați, și peste 246 de milioane de încărcări, cu circa 140.000 de încărcări pe zi. Adițional, utilizatorii deviantArt postează câte 1,5 milioane de comentarii zilnic. Din 2008 încoace, domeniul deviantart.com a atrage cel puțin 36 de milioane de vizitatori anual, conform unui studiu realizat de Compete.com. În iulie 2011, el era a 13-lea rețea socială ca mărime, cu 3,8 milioane de vizite săptămânal.